# La Celle (Puy-de-Dôme)
La Celle é uma comuna francesa na região administrativa de Auvérnia-Ródano-Alpes, no departamento de Puy-de-Dôme. Estende-se por uma área de 15,85 km². Em 2010 a comuna tinha 81 habitantes (densidade: 5,1 hab./km²).